# Mikel Alonso
Mikel Alonso Olano, född 16 maj 1980 i Tolosa, Spanien, är en spansk (baskisk) före detta fotbollsspelare som numera är assisterande tränare för Real Sociedad B. Han spelade som defensiv mittfältare. Han är son till Periko Alonso och äldre bror till Bayer Leverkusen-tränaren Xabi Alonso.